# Битенбиндер, Артур Георгиевич
Арту́р Гео́ргиевич Битенби́ндер (14 ноября 1886 Витебск — 18 мая 1972, Питтсбург) — русский офицер, участник Белого движения  на Юге России, начальник штаба Марковской дивизии, полковник.

## Биография
Из потомственных почетных граждан.
Среднее образование получил в Витебском городском училище. В 1904 году поступил в Виленское пехотное юнкерское училище, по окончании которого 2 августа 1907 года выпущен был подпоручиком в 100-й пехотный Островский полк. Позднее служил в 164-м пехотном Закатальском полку.
Чины: поручик (ст. 24.03.1910), штабс-капитан (ст. 24.03.1914), капитан (ст. 10.04.1914), подполковник (1917).
В 1914 году окончил Николаевскую военную академию по 1-му разряду. По окончании академии был прикомандирован к штабу Варшавского военного округа для испытания. Участник Первой мировой войны. На 19 апреля 1915 года — обер офицер для поручений при штабе 6-го армейского корпуса. 26 октября 1915 года назначен старшим адъютантом штаба 4-й пехотной дивизии, затем — помощник старшего адъютанта отдела генерал-квартирмейстера штаба 11-й армии. 17 октября 1916 года назначен помощником начальника отделения управления генерал-квартирмейстера штаба Дунайской армии, а 25 ноября — исправляющим ту же должность. 23 декабря 1916 назначен и. д. помощника начальника отделения управления генерал-квартирмейстера штаба помощника Главнокомандующего армиями Румынского фронта. 15 августа 1917 года произведен в подполковники.
В Гражданскую войну участвовал в Белом движении в составе Вооруженных сил Юга России и Русской армии. Состоял адъютантом штаба 3-го армейского корпуса генерала Ляхова. С 4 августа 1919 года был начальником штаба 1-й пехотной дивизии, а затем начальником штаба Марковской пехотной дивизии. После разгрома дивизии у села Алексеево-Леоново с 18 (31) декабря по 22 декабря 1919 года (4 января 1920) — временно исполняющий должность начальника дивизии, позднее — вновь начальник штаба. С 24 октября (6 ноября) 1920 года, перед эвакуацией Крыма, вновь временно исполнял должность начальника дивизии, замещая заболевшего генерала В. В. Манштейна. Был произведен в полковники.
В эмиграции в США. Активно занимался публицистикой. Скончался 18 мая 1972 года в Питтсбурге.

## Публикации
- Разгром // Новое русское слово.— Нью-Йорк, 1963.— 4 августа (№ 18409).— С. 7.
- Красный Рубикон: Орел, осенью 1919 года // Новое русское слово.— Нью-Йорк, 1964.— 22 марта (№ 18640).— С. 2.
- Шпионаж в прошлом // Новое русское слово.— Нью-Йорк, 1964.— 25 мая (№ 18704).— С. 3.
- Очерки Смутного времени // Новое русское слово.— Нью-Йорк, 1964.— 17 августа (№ 18788).— С. 2, 3; 1965.— 28 июня (№ 19103).— С. 3; 1966.— 28 марта (№ 19376).— С. 3, 4.
- «Опоздали на поезд» // Новое русское слово.— Нью-Йорк, 1965.— 9 октября (№ 19206).— С. 4.
- О генерале, профессоре Свищеве [Отрывок из воспоминаний «Наши в Югославии»] // Новое русское слово.— Нью-Йорк, 1965.— 16 декабря (№ 19274).— С. 4 (Письма в редакцию).
- Накануне эпохи великих потрясений [весна 1915 года] // Новое русское слово.— Нью-Йорк, 1966.— 5 февраля (№ 19325).— С. 4.
- «На большой московской дороге» // Новое русское слово.— Нью-Йорк, 1966.— 20 февраля (№ 19340).— С. 7.
- Кулачные бои в старину // Новое русское слово.— Нью-Йорк, 1966.— 3 апреля (№ 19382).— С. 5.
- Донбасс, весной 1919 года // Новое русское слово.— Нью-Йорк, 1966.— 2 мая (№ 19411).— С. 3.
- Виленское военное училище // Военная быль.— Париж, 1966.— № 79 (Май).— С. 31—34.
- Симбирск на Волге // Новое русское слово.— Нью-Йорк, 1966.— 12 июня (№ 19452).— С. 7.
- Война гражданская и освободительная // Новое русское слово.— Нью-Йорк, 1966.— 30 июля (№ 19500).— С. 2.
- Очерки военного быта: Батарейцы; Штабы и их обитатели // Новое русское слово.— Нью-Йорк, 1966.— 3 сентября (№ 19535).— С. 4.
- Гражданская война — междоусобная // Новое русское слово.— Нью-Йорк, 1966.— 4 сентября (№ 19536).— С. 7.
- Константинопольский поход: Галлиполи, 1921 год // Новое русское слово.— Нью-Йорк, 1966.— 4 декабря (№ 19627).— С. 5.
- Две революции 1917 года // Новое русское слово.— Нью-Йорк, 1967.— 6 июня (№ 19811).— С. 4 (Письмо в редакцию).
- На Северном Кавказе // Новое русское слово.— Нью-Йорк, 1968.— 23 февраля (№ 20073).— С. 2.
- Чехословакия — окно в Западную Европу: Стратегический этюд // Новое русское слово.— Нью-Йорк, 1968.— 10 ноября (№ 20334).— С. 8.
- Очерки военного быта: «Капельдудкин» — Отто Крамер // Новое русское слово.— Нью-Йорк, 1968.— 15 декабря (№ 20369).— С. 7.
- Партизанская война. //Наши вести (Нью-Йорк). (1968 г.) N270/2540
- «Пройденный путь» [книга С. М. Будённого] // Новое русское слово.— Нью-Йорк, 1969.— 8 февраля (№ 20424).— С. 4; 10 февраля (№ 20426).— С. 2; 12 февраля (№ 20428).— С. 2.
- Марксизм на фоне военной науки // Новое русское слово.— Нью-Йорк, 1969.— 19 июля (№ 20585).— С. 3, 4.
- Кубанцы в боях и походах // Новое русское слово.— Нью-Йорк, 1969.— 29 декабря (№ 21748).— С. 2, 4.
- «Армия обреченных» [о книге А. Г. Алдана] // Новое русское слово.— Нью-Йорк, 1970.— 9 февраля (№ 21790).— С. 2.
- «Большая Московская дорога» // Новое русское слово.— Нью-Йорк, 1970.— 2 марта (№ 21811).— С. 4 (Письма в редакцию).
- Заднепровская операция [войск ген. П. Н. Врангеля в районе Каховки, 1920 год] // Новое русское слово.— Нью-Йорк, 1970.— 19 марта (№ 21828).— С. 4 (Письмо в редакцию).
- Светлой памяти Василия Павловича Стеценко // Новое русское слово.— Нью-Йорк, 1970.— 22 апреля (№ 21862).— С. 4.
- Причины побед и поражений // Новое русское слово.— Нью-Йорк, 1970.— 4 мая (№ 21874).— С. 2, 3.
- Курск летом 1943 года // Новое русское слово.— Нью-Йорк, 1970.— 16 июня (№ 21917).— С. 3, 4.
- Четыре мифа наяву [о книге А. Г. Тарсаидзе]: 1. Дело мобилизации 1914 г.; 2. Дело Мясоедова; 3. Дело Сухомлинова; 4. Дело Протопопова (Стокгольмская история) // Новое русское слово.— Нью-Йорк, 1970.— 26 июля (№ 21957).— С. 8.
- Очерки военного искусства // Новое русское слово.— Нью-Йорк, 1970.— 21 сентября (№ 22014).— С. 2.
- Метаморфоза царского генерала [М. Д. Бонч-Бруевича] // Новое русское слово.— Нью-Йорк, 1970.— 16 ноября (№ 22070).— С. 2; 18 ноября (№ 22072).— С. 3, 4; 19 ноября (№ 22073).— С. 2, 4.
- Первые дни Второй мировой войны // Новое русское слово.— Нью-Йорк, 1971.— 8 февраля (№ 22154).— С. 2; 10 февраля (№ 22156).— С. 2, 4.
- Сталин и Гитлер // Новое русское слово.— Нью-Йорк, 1971.— 21 марта (№ 22197).— С. 2, 4.
- Солженицын на военном поприще // Новое русское слово.— Нью-Йорк, 1971.— 18 октября (№ 22406).— С. 2.
- Корниловские дни (25.8 — 29.8.1917 года) // Новое русское слово.— Нью-Йорк, 1972.— 21 января (№ 22622).— С. 2, 4.
- Наши за рубежом: (Посмертная статья) // Новое русское слово.— Нью-Йорк, 1972.— 10 июля (№ 22672).— С. 2, 4.
- Мозг армии: Посмертная статья // Новое русское слово.— Нью-Йорк, 1972.— 19 июля (№ 22681).— С. 2, 4.

## Награды
- Орден Святого Станислава 3-й ст. (ВП 09.03.1912);
- Орден Святой Анны 3-й ст. (ВП 08.05.1914);
- Орден Святого Станислава 2-й ст. с мечами (ВП 19.04.1915);
- Орден Святой Анны 4-й ст. с надписью «за храбрость» (ВП 05.05.1916);
- Орден Святой Анны 2-й ст. с мечами (ВП 07.06.1916).